# 凱涅巴
13°6′N 11°24′W / 13.100°N 11.400°W
凱涅巴（法語：Kéniéba），是馬里的城鎮，位於該國西部，由卡伊區負責管轄，是凱涅巴省的首府，距離首都巴馬科481公里，海拔高度131米，2009年該鎮人口39,557。